# 大井龍夫
大井 龍夫（おおい たつお、1924年9月16日 - 2002年9月25日） は、日本の生物物理学者。京都大学名誉教授。元日本生物物理学会会長。

## 人物・経歴
1947年名古屋帝国大学理学部物理学科卒業。1961年名古屋大学理学博士。名古屋帝国大学理学部特別研究生、名古屋大学理学部助手、名古屋大学理学部助教授を経て、1968年京都大学化学研究所教授。1978年国際生物物理学会議実行委員長。1980年日本生物物理学会会長。1988年定年退官、京都大学名誉教授、京都女子大学家政学部食物学科教授。1993年京都女子大学図書館長。1998年定年退職。日本の大学で初めて生体分子を用いた生物物理学研究を行った。
2002年9月25日、急性白血病のため死去、正四位。

## 著書
- 『タンパク質と酵素』培風館 1980年